# Чемпионат мира по современному пятиборью 1961
X чемпионат мира по современному пятиборью среди мужчин впервые прошел в Москве (СССР) с 19 по 23 августа 1961 года.
Главный судья — судья всесоюзной категории генерал армии Н. И. Крылов.
На московский чемпионат мира прибыло 43 спортсмена из 15 стран. Команда Франции отказалась от участия в чемпионате. Впервые в соревнованиях отдельными командами выступили представители ФРГ и ГДР. Делегации Польши и Великобритании заявили на соревнования новый состав, многие страны включили в команду одного-двух дебютантов. И это не случайно. Очередной олимпийский цикл требовал прилива новых сил и планомерного обновления команд.

## Команда Советского Союза
Сборная СССР выступала в составе Игоря Новикова, Ивана Дерюгина и Бориса Пахомова.
Старший тренер А.Соколов. Тренерский состав: Н. Шеленков, Л. Сайчук, В. Поликанин, В. Жданов и Е.Талаев.

## Верховая езда
19 августа 1961 года. Спортивная база «Планерная» (Московская область, г. Химки).
Соревнования проходили на конно-спортивной базе «Планерная», которая была специально построена для проведения соревнований по современному пятиборью. Позднее здесь расположилась детско-юношеская спортивная школа по современному пятиборью и конному спорту ДСО «Спартак» (Москва).
Первым в конном кроссе стартовал финн Т.Карэ. Дождь не смутил его. В Финляндии такой погодой никого не удивишь. Ему удалось ровно пройти дистанцию за 7.43,2 (948 очков). Этот результат стал ориентиром, превзойти который удалось лишь шести спортсменам.
Когда подошла очередь венгра А. Бальцо, дождь лил как из ведра. Но спортсмен стартовал и очень резво начал скачку, зная, что победить можно, если выиграешь конный кросс. Однако это ему не удалось. На одном участке лошадь упала. 80 штрафных очков, которых, может быть, не будет доставать в конце состязания. И все-таки результат Бальцо довольно высокий — 7.35,8 (900 очков). Теперь очередь И.Новикова. Трехкратный чемпион мира никогда не рисковал. На нём всегда была слишком большая ответственность. Он был капитаном команды и отвечал за неё. Сейчас, чтобы победить Бальцо, у Новикова оставался только один шанс — выиграть у венгра конный кросс. Для этого нужен был риск, и Новиков решился.
Ему досталась не лучшая лошадь. Но он выжал из неё все. Как будто специально в момент старта тучи рассеялись, небо улыбнулось чемпиону. Но ему уже ни до чего не было дела. Он не слышал, как зрители подбадривали его, и, находясь во власти азарта, видел только голубые треугольники, обозначающие маршрут и препятствия. На трассе их двадцать одно. Двадцать одна задача, каждую из которых нужно было выполнить без ошибки. И он, пройдя дистанцию за 7.11,2 (1076), опередил Бальцо.
Финн Э.Лохи и румын Д.Цинтя пытались улучшить время Новикова, но безуспешно. Трудно это сделать в дождь. В такую погоду не сумел пробиться в лидеры и венгр И.Надь, второй номер своей команды. Он получил всего 812 очков.
Теперь все с нетерпением ждали старта двукратного чемпиона СССР Бориса Пахомова. От него зависело многое. Пахомов не всегда выступал ровно. Именно поэтому долгое время не мог занять постоянное место в сборной команде. Но в этом кроссе он, как и капитан команды, прошел дистанцию уверенно и стремительно за 7.17,6 (1052 очка). После этого выступления стало ясно, что советская команда заняла лидирующее положение в турнире. Для сохранения лидерства до конца нужно, чтобы третий номер советской команды—олимпийский чемпион И.Дерюгин не проиграл венгру Ф.Немету. Но два этих старта были ещё впереди, а пока лил дождь и спортсмены разных стран один за другим уходили в его серую пелену, споря со временем и порывистым ветром.
Драматический старт.
Ф. Немет, олимпийский чемпион Рима, готовился к старту, но на разминке, за несколько минут до сигнала произошло падение, лошадь крупом придавила ему бедро. Пришлось вызвать с трассы запасного Терека, который вопреки правилам, в тренировочном костюме, в кедах сел в седло, чтобы спасти команду. Вот как об этом пишет в своей книге Шандор Давид.
"Под проливным дождем он скакал так, что ему позавидовали бы настоящие ковбои. Мокрый тренировочный костюм прилип к телу, голени разбиты в кровь. После каждого прыжка он сползал с седла, но через мгновенье опять оказывался в нём, боролся, боролся за себя, за команду. Эта драматическая борьба на дистанции стала одним из незабываемых моментов в истории современного Пятиборья.
Судьи оказались снисходительными, утвердили результат Терека, набравшего всего 52 очка, и не дисквалифицировали венгерскую сборную, хотя и могли, если бы слепо придерживались правил. А они требовали, чтобы Терек стартовал на запасной лошади последним, подготовившись как следует, в полной форме.
Так неудачная разминка лишила команду Венгрии надежды на победу в чемпионате.
Третий номер советской команды Иван Дерюгин в конном кроссе выступил блестяще. Он финишировал, получив 1052 очка. Последний участник, австриец Петер Лихтнер-Хоер прошел трассу за 6.59,6—1124 очка и стал победителем первого дня в личном зачете. Первое место завоевала советская команда, набравшая 3180 очков. Она почти на 400 очков опередила соседа по турнирной таблице — команду Финляндии и более чем на 1000 очков венгров.
- Личное первенство. Конный кросс.

| Место | Спортсмен        | Страна  | Время/очки  |
| ----- | ---------------- | ------- | ----------- |
| 1.    | Лихтнер-Хойер П. | Австрия | 6.59.6/1124 |
| 2.    | Новиков И.       | СССР    | 7.11.7/1076 |
| 3.    | Дерюгин И.       | СССР    | 7.17.0/1052 |

## Фехтование
Во второй день соревнований каждый из участников должен был провести по 41 бою на шпагах. Одержавший 31 победу зарабатывал 1000 очков. Заветную тысячу не получил никто. И.Новиков, как и на трех предыдущих чемпионатах мира, выиграл фехтование. Хотя начал плохо, проиграв два боя мексиканцам. Вслед за ними у него выиграли два румына Д.Цинтя и Г.Томюк. Только в третьем круге Новиков начал набирать очки. Встреча со спортсменами ГДР — три победы, Великобритании — две, Швеции—две, ФРГ—три, Польши—три, Японии—две. Его товарищи по команде И.Дерюгин и Б.Пахомов не отставали от своего капитана — каждый вкладывал в общую копилку свою долю.
С самыми сильными соперниками—фехтовальщиками Венгрии, Австрии Америки жребий свел советских спортсменов в конце турнира. Все три встречи они проиграли с минимальным счетом, что уже не могло повлиять на общие итоги. Новиков—904, Дерюгин—840, Пахомов—680 очков.
Специалисты знают, что первые три дня современного пятиборья — конный кросс, фехтование, стрельба—это три неизвестных, потому что никто из спортсменов не может даже предположить, что ждет его в очередном виде соревнований.
- Личное первенство. Фехтование.

| Место | Спортсмен     | Страна  | Победы/очки |
| ----- | ------------- | ------- | ----------- |
| 1.    | Новиков И.    | СССР    | 28/904      |
| 2.    | Польцхубер Г. | Австрия | 28/904      |
| 3.    | Бальцо А.     | Венгрия | 27/872      |

## Стрельба
Шведы отлично выступили в конном кроссе и фехтовании. После двух дней они занимали четвёртое место, отставая от финнов лишь на 16 очков. Они не думали, что после стрельбы окажутся на седьмом и заманчивую перспективу обойти своих соперников им не удастся осуществить. В первой смене надежда шведской команды Г. Лилйенвал выбил лишь 160 очков. Хуже всех участников чемпионата выступил Б.Янсон, который после двух дней был на 5-м месте—176 очков. И даже результат С.Эриксона—183 очка — ничего не мог изменить. Шведы заняли в стрельбе последнее место.
Зато стрельба многое изменила в положении венгерской команды. После неудачи в конном кроссе скептики полагали, что венгры не смогут бороться даже за последнее призовое место. Но они выступили великолепно. Никогда ещё они не стреляли так метко. Бальцо выбил 195 очков, Надь—191. Терек, впервые выступавший на таких ответственных соревнованиях, был предельно собран и не подвел. В смене, в которой пулю за пулей посылал в десятку чех В.Черны, Пахомов с Надем оспаривали между собой лидерство, а австриец Г.Польцхубер боролся за сохранение завоеванного в предыдущие дни второго места, Тереку было нелегко. Но выбитые 189 очков позволили команде занять второе место.
- Личное первенство. Стрельба.

| Место | Спортсмен  | Страна       | Результат/очки |
| ----- | ---------- | ------------ | -------------- |
| 1.    | Черный В.  | Чехословакия | 197/1040       |
| 2.    | Новиков И. | СССР         | 195/1000       |
| 3.    | Бальцо А.  | Венгрия      | 195/1000       |

## Плавание
22 августа 1961 года. Москва. Бассейн «Лужники».
После стрельбы венгерская команда поднялась на пятое место. От австрийцев она отставала на 192 очка, от финнов на 328. Появились надежды серьёзно улучшить результаты в предстоящих плавании и беге — видах, в которых много можно заранее определить, вычислить.
Задача с тремя неизвестными, которую приходилось решать советским спортсменам в предыдущих поединках, была выполнена на отлично, что свидетельствовало о результативной работе спортсменов и их тренеров А.Соколова, Н.Шеленкова, Л.Сайчука, В.Поликанина, В.Жданова и Е.Талаева. Если после стрельбы судьба личных мест, по сути, была определена, то командная борьба лишь достигла наивысшего накала.
В плавании Бальцо финишировал через 3.46,5 и занял после Дерюгина второе место. Его соотечественник Имре Надь показал 4.09,2, а Терек 4.26,6. Но поскольку финны и австрийцы имели худшие результаты, венгры сумели вплотную подтянуться к финнам, с которыми их разделяло в турнирной таблице лишь 38 очков.
Здесь уместно употребить сослагательное наклонение… Если бы в фехтовании кто-нибудь одержал на две победы больше, если бы Терек, прежде чем вскочить в седло, успел натянуть сапоги, этой разницы сейчас не было бы. Тем не менее в стрельбе и плавании венгры сделали все, что могли. Их 38 очков означают, что в беге финны все время будут ощущать стремительный ритм ближайшего соперника, чувствовать, что их приз ускользает. Чтобы получить бронзовые медали, венграм нужно выиграть у финнов в беге всего 13 секунд. Венгров больше устраивают серебряные медали, а они пока что в руках американцев. Сумеют американцы их удержать? Кажется, что спортсмены США отгородились от конкурентов надежной стеной в 449 очков. Но это не совсем так, ибо бег — их слабое место.
- Личное первенство. Плавание.

| Место | Спортсмен  | Страна  | Результа/очки |
| ----- | ---------- | ------- | ------------- |
| 1.    | Дерюгин И. | СССР    | 3.43.1/1085   |
| 2.    | Бальцо А.. | Венгрия | 3.46.2/1070   |
| 3.    | Пахомов Б. | СССР    | 3.50.1/1050   |

- Турнирное положение после четырёх видов.

Личное первенство.
1. И.Новиков — 3995
2. И.Дерюгин — 3897
3. А. Бальцо — 3842

Командное первенство.
1. СССР — 11614
2. США — 10300
3. Финляндия — 9889
4. Венгрия — 9851
5. Швеция — 9473
6. Австрия — 9413

## Бег
23 августа 1961 года. Станция Планерная (Московская область, г. Химки).
Погода была солнечной, в отличие от того дня, когда проходили соревнования по верховой езде. Трасса бега представляла собой четыре трудных километра по пересеченной местности и примерно совпадала с трассой конного кросса. На первых 200 метров трасса шла немного под уклон. Потом один небольшой подъём и один крутой, далее почти километровый спуск, за которым да 2-х километровой отметки — равнина. Последний километр начинался с крутого подъёма и последние 600 метров до самого финиша равнина. Эти 4 км нужно было пробежать за 15 минут. Это время дает 1000 очков. Каждая потерянная или найденная секунда отнимает или прибавляет три очка. На штурм трассы первый вышел швед Янссон. За ним Дерюгин. Бежать впереди многих соперников невыгодно. У бегущих сзади всегда есть преимущество — они знают время тех, кто впереди и могут внести поправки в темп своего бега.
Но Дерюгину это не помешало финишировать через 13.55,9 и занять третье место в этом виде. Неплохих результатов достигли шведы Янссон и Эриксон, американец Бек. Но главная борьба завязалась между Новиковым и Бальцо. У обоих был шанс победить, и они приложили все силы, чтобы не упустить его. Время Новикова на финише было 13.46,5, Бальцо 13.44,4.
Итак, пять дней борьбы позади. Советская команда набрала рекордную сумму очков—15220. Показав в соревновании 5217 очков Новиков четвёртый раз стал чемпионом мира. На втором месте — команда Венгрии, на третьем—США. Четвёртое место заняла команда Финляндии, пятое — Швеции. Большого успеха добилась команда Японии. Никто не предполагал, что японцы смогут составить серьёзную конкуренцию европейским командам. По официальным данным, в это время современным пятиборьем у них занималось всего 30 человек. И тем не менее они заняли пятое место в стрельбе, третье — в беге и шестое по сумме пяти видов.
В личном первенстве Дерюгин был вторым, Бальцо — третьим, Пахомов — четвёртым, Карэ — пятым, Надь — шестым.
- Личное первенство. Плавание.

| Место | Спортсмен  | Страна  | Кросс        |
| ----- | ---------- | ------- | ------------ |
| 1.    | Бальцо А.  | Венгрия | 13.44.4/1228 |
| 2.    | Новиков И. | СССР    | 14.46.5/1222 |
| 3.    | Дерюгин И. | СССР    | 13.55.9/1195 |

## Итоговые результаты
| Дисциплина           | Золото                                                | Серебро                                              | Бронза                                            |
| Индивидуальный зачет | СССР · Игорь Новиков ·                                | СССР · Иван Дерюгин ·                                | Венгрия · Андраш Бальцо                           |
| Командный зачет      | СССР · Игорь Новиков · Иван Дерюгин · Борис Пахомов · | Венгрия · Андраш Бальцо · Ференц Тёрёк · Имре Надь · | США · Роберт Бек · Ричард Stohl · Аллан Джексон · |

* Личное первенство.
В личном первенстве приняли участие 43 пятиборца, представлявшие 15 стран.
| Место | Спортсмен     | Страна    | Верховая езда | Фехтование | Стрельба | Плавание | Бег  | Сумма |
| ----- | ------------- | --------- | ------------- | ---------- | -------- | -------- | ---- | ----- |
| 1.    | Игорь Новиков | СССР      | 1076          | 904        | 1000     | 1015     | 1222 | 5217  |
| 2.    | Иван Дерюгин  | СССР      | 1052          | 840        | 920      | 1085     | 1195 | 5092  |
| 3.    | Андраш Бальцо | Венгрия   | 900           | 872        | 1000     | 1070     | 1228 | 5070  |
| 4.    | Борис Пахомов | СССР      | 1052          | 680        | 940      | 1050     | 1189 | 4911  |
| 5.    | Тапио Карэ    | Финляндия | 948           | 840        | 800      | 890      | 1063 | 4541  |
| 6.    | Имре Надь     | Венгрия   | 812           | 712        | 920      | 955      | 1129 | 4528  |
| 7.    | Бо Янссон     | Швеция    | 920           | 872        | 620      | 1025     | 1072 | 4509  |
| 8.    | Курт Линдеман | Финляндия | 896           | 776        | 880      | 810      | 1132 | 4494  |

## Распределение наград
| Место  | Страна  | Золото | Серебро | Бронза | Всего |
| ------ | ------- | ------ | ------- | ------ | ----- |
| 1      | СССР    | 2      | 1       | 0      | 3     |
| 2      | Венгрия | 0      | 1       | 1      | 2     |
| 3      | США     | 0      | 0       | 1      | 1     |
| Totale | Totale  | 2      | 2       | 2      | 6     |